# Hurriyya Sports Club
El Hurriyya Sports Club es un equipo de fútbol de Maldivas que juega en la Segunda División de Maldivas, la segunda liga de fútbol más importante del país.

## Historia
Fue fundado el 3 de noviembre de 1980 en la capital Malé y ha sido campeón de Liga en 1 ocasión, 2 veces finalista de la Copa Federación y 2 veces campeón de la Copa POMIS.
A nivel internacional ha participado en 2 torneos continentales, donde su mejor participación ha sido en la Copa de Clubes de Asia 2001, en la que llegó hasta la Segunda ronda.
Descendió en la Temporada 2006 al ubicarse en la 7ª posición entre 8 equipos (los 2 últimos de la tabla general descienden de categoría).

## Palmarés
- Dhivehi League: 1

2005
- Copa FA de Maldivas: 0
  - Finalista: 2

1998, 2000
- Copa POMIS: 2

1999, 2000

## Participación en competiciones de la AFC
- Copa de Clubes de Asia: 1 aparición

2001 - Segunda ronda
- Copa de la AFC: 1 aparición

2006 - Fase de grupos